# ヴィクトル・シクロフスキー

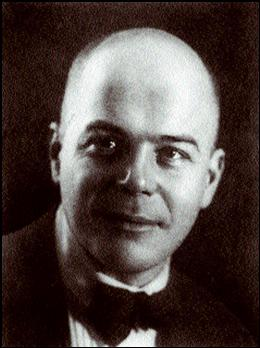
ヴィクトル・シクロフスキー

ヴィクトル・ボリソヴィチ・シクロフスキー（Ви́ктор Бори́сович Шкло́вский, 1893年1月24日 - 1984年12月6日）は、ソビエト連邦の言語学者、文芸評論家、作家。ロシア・フォルマリズムの中心人物である。
1913年12月に、芸術キャバレー「野良犬」での夜会で論文「言葉の復活」を朗読した。これがロシア・フォルマリズムの発端となる事件となる。

1914年に『言葉の復活』を出版。

1914年から1923年にかけてオポヤズの活動。

## 主な著書
- 文学と映画 八住利雄訳 原始社 1928
- ドストエフスキー論 肯定と否定 水野忠夫訳　勁草書房 1966
- 散文の理論 水野忠夫訳 せりか書房 1971
- 革命のペテルブルグ 水野忠夫訳 晶文社 1972 (晶文選書)
- トルストイ伝 川崎浹訳 河出書房新社 1978.10
- 手法としての芸術
- 文体の一般的手法とシュジュート構成の手法との関連
- 感傷旅行